# 免於恐懼的自由

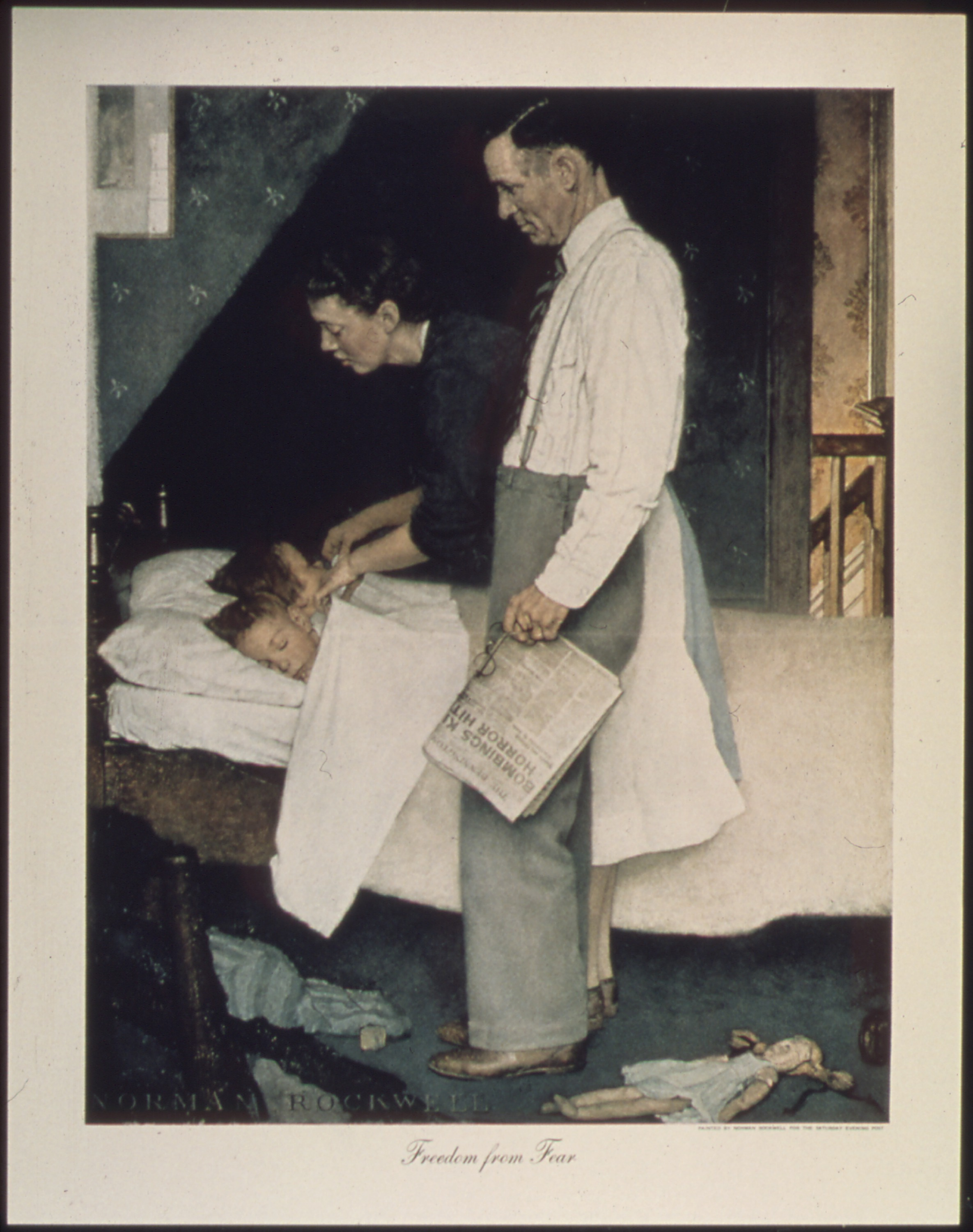
画家諾曼·洛克威爾的画作《免于恐惧的自由》，1943年

1941年1月6日，美国总统富兰克林·德拉诺·罗斯福在国情咨文中将免于恐惧的自由（英語：Freedom from fear）其称为“四大自由”之一，故这篇国情咨文后来被称为“四大自由演讲”。1948年，《世界人权宣言》将免于恐惧的自由列为基本人权。

## 概述
富兰克林·德拉诺·罗斯福在演演说中将免于恐惧的自由阐述为：
“第四项就是免于恐惧的自由，通俗来说，就是要在全世界范围内彻底裁减军备，确保任何国家都无法再武力侵犯邻国。”
罗斯福的四大自由成为了1948年12月10日联合国大会通过的《世界人权宣言》的重要支柱。《宣言》序言中提到了免于恐惧的自由。

## 灵感
1943年，画家諾曼·洛克威爾创作了《四大自由》系列画作之一的《免于恐惧的自由》。
1991年，缅甸政治人物、作家昂山素季出版了有关该概念的书《免于恐惧的自由》。
1999年，历史学家大卫·M·肯尼迪出版了《免于恐惧的自由：1929年-1945年处于大萧条和战争之中的美国人民》一书。